# P̲
Cette page contient des caractères spéciaux ou non latins. S’ils s’affichent mal (▯, ?, etc.), consultez la page d’aide Unicode.
P̲ (minuscule : p̲), appelé P trait souscrit, est un graphème utilisé dans l’écriture de l’atikamekw.
Il s’agit de la lettre P diacritée d’un trait souscrit.

## Utilisation
En atikamekw, le p trait souscrit est utilisé pour représenter une consonne occlusive bilabiale sourde prononcée fortement lorsque celle-ci est distinguée de la consonne prononcée faiblement. Dans l’orthographe standard, cette consonne est écrite avec le lettre p dans les deux cas.

## Représentations informatiques
Le P trait souscrit peut être représenté avec les caractères Unicode suivants :
- décomposé (latin de base, diacritiques) :

| formes    | représentations | chaînes de caractères | points de code | descriptions                                         |
| --------- | --------------- | --------------------- | -------------- | ---------------------------------------------------- |
| majuscule | P̲               | P◌̲                    | U+0050 U+0332  | lettre majuscule latine p diacritique trait souscrit |
| minuscule | p̲               | p◌̲                    | U+0070 U+0332  | lettre minuscule latine p diacritique trait souscrit |

## Sources
- (en) Chris Harvey, « Atikamekw », sur www.languagegeek.com, 5 septembre 2011 (consulté le 10 mai 2025)
- Martyne Michaud et collaborateur, Toponymie des Attikameks: Wetciparik e aicinikateki e aitaskamikak Atikamekw Askik, 1987 (lire en ligne [PDF])